# Trond Espen Seim

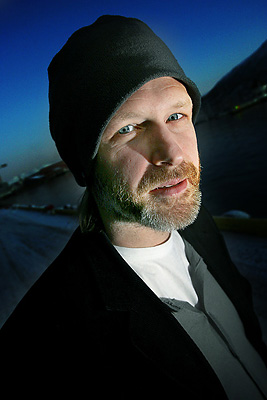
Trond Espen Seim während des Tromsø Internasjonale Filmfestival (TIFF) 2008

Trond Espen Seim (* 4. Oktober 1971 in Oslo) ist ein norwegischer Schauspieler, der auch im außernorwegischen Raum vor allem durch seine Verkörperung des Privatermittlers Varg Veum bekannt wurde.

## Leben
Seim studierte an der Statens teaterhøgskole (staatliche Schauspielschule) in Oslo. Ein erstes Engagement hatte er am Theater Den Nationale Scene, wo er etwa den Alex in einer Bühnenversion von A Clockwork Orange, für dessen herausragende Darstellung („fremragende sceneprestasjon“) er 2000 den Heddaprisen erhielt, oder Julian in Ibsens Kaiser und Galiläer gab. 2001 wechselte er an das norwegische Nationaltheatret.
Seit 2006 verkörpert Seim den ehemaligen Sozialarbeiter und jetzigen Privatdetektiv Varg (norwegisch: „Wolf“) Veum in den Verfilmungen der Kriminalromane des ebenfalls norwegischen Schriftstellers Gunnar Staalesen, die im deutschsprachigen Raum als Der Wolf bekannt und zunächst in Das Erste ausgestrahlt und in unregelmäßigen Abständen dort sowie im Hessen-Fernsehen wiederholt wurden. Zwischen 2010 und 2012 erfolgten neue Verfilmungen, die unter dem Titel Varg Veum im Zweiten Deutschen Fernsehen ausgestrahlt wurden.
Von 2011 bis 2013 trat er u. a. mit Rolf Lassgård und Iben Hjejle in sieben Episoden der norwegischen Fernsehserie Dag als er selbst auf. Zurzeit und seit 2014 ist er in allen Folgen der dänisch-schwedisch-norwegischen Koproduktion der Fernsehserie Arvingerne beschäftigt. Er ist mit Cecilie Frostad Egeberg verheiratet.

## Auszeichnungen
- 2000: Heddaprisen des Norsk Teater- og Orkesterforening für seine Darstellung des Alex in A Clockwork Orange
- 2005: Shooting Star der European Film Promotion[3]
- 2008: Amanda als bester männlicher Schauspieler in der Varg-Veum-Verfilmung Falne engler[4]

## Filmografie (Auswahl)
- 1998: Der Tod hat eine Postleitzahl (1732 Høtten)
- 2002: Dina – Meine Geschichte (Jeg er Dina)
- 2004: Hawaii, Oslo
- 2007: Der Wolf: Das vermisste Mädchen (Varg Veum – Bitre blomster)
- 2008: Der Wolf: Dunkle Geschäfte (Varg Veum – Tornerose)
- 2008: Der Wolf: Dein bis in den Tod (Varg Veum – Din til døden)
- 2008: Der Wolf: Gefallene Engel (Varg Veum – Falne engler)
- 2008: Der Wolf: Auf eigene Faust (Varg Veum – Kvinnen i kjøleskapet)
- 2008: Der Wolf: Tote Hunde beißen nicht (Varg Veum – Begravde hunder)
- 2008: Troubled Water (DeUSYNLIGE)
- 2010: Varg Veum – Zeichen an der Wand (Varg Veum – Skriften på veggen)
- 2011: Varg Veum – Schwarze Schafe (Varg Veum – Svarte får)
- 2011: Varg Veum – Gefährten des Todes (Varg Veum – Dødens drabanter)
- 2011: The Thing
- 2011–2013: Dag (Fernsehserie)
- 2011: Varg Veum – Geschäft mit dem Tod (Varg Veum – I mørket er alle ulver grå)
- 2012: Varg Veum – Den Tod vor Augen (Varg Veum – De døde har det godt)
- 2012: Varg Veum – Kalte Herzen (Varg Veum – Kalde hjerter, auch Regie)
- 2013: Helt perfekt (Fernsehserie)
- 2013–2015: Die Erbschaft (Arvingerne, Fernsehserie)
- 2014: Lea (Kurzfilm)
- 2015: Cape Town (Mat Joubert)
- 2015: Rache (Hevn)
- 2016: Plötzlich Santa (Snekker Andersen og Julenissen)
- 2016: Lifjord – Der Freispruch (Frikjent)
- 2017: Der Komet (Kometen)
- 2019: Elise und das vergessene Weihnachtsfest (Snekker Andersen og den vesle bygda som glømte at det var jul)
- 2023: Powerplay – Smart Girls Go for President (Makta, Fernsehserie)